# Ulivo di Vouves
L'ulivo di Vouves (in greco Ελιά των Βουβών?, Elia tōn Vouvōn) è un olivo monumentale sito nel villaggio di Anō Vouves, nella frazione di Kolymvari del comune di Platanias sull'isola di Creta. Con un'età stimata tra i 2 000 e i 4 000 anni, è considerato tra i più antichi olivi al mondo ancora in vita (insieme allo Stara Maslina di Antivari) ed è tutelato come monumento naturale protetto dal 1997.
L'olivo ha un fusto alto circa 9 metri da terra con un diametro di 3,7 metri ed un perimetro di 8,1 metri, mentre alla base il diametro massimo è di 4,53 metri con un perimetro di 12,55 metri. L'albero produce ancora olive grazie ad un innesto della varietà Mastoidis. Alcuni rami dell'olivo sono stati utilizzati in varie occasioni nei Giochi olimpici estivi a partire dalle Olimpiadi di Atene del 2004.

## Storia
L'isola di Creta è considerata il primo luogo di coltivazione dell'olivo durante la civiltà minoica.
Sebbene l'età dell'albero non sia determinabile con assoluta certezza, attraverso la dendrocronologia si è potuto determinare che abbia almeno 2 000 anni; la scoperta di due cimiteri risalenti al periodo geometrico nei pressi dell'albero è stato un altro elemento utile alla sua datazione. Non è stato invece possibile ricorrere ai radioisotopi, poiché il durame dell'albero è andato perduto nel corso dei secoli.
L'albero è stato riconosciuto come monumento naturale nel 1997 mentre nel 2009 è stato inaugurato, alla presenza del patriarca Bartolomeo, il Museo dell'ulivo di Vouves, dedicato alla storia dell'olivicoltura a Creta e nel mar Mediterraneo.